# La Fiancée du conscrit
 (juillet 2025).
Pour plus de détails, voir Fiche technique et Distribution.
La Fiancée du conscrit est un film muet français réalisé par Louis Feuillade, sorti en 1910.

## Fiche technique
- Réalisation  : Louis Feuillade
- Photographie : Albert Sorgius
- Société de production : Société des Établissements L. Gaumont
- Pays de production :  France
- Langue : film muet avec les intertitres en français
- Métrage : 270 mètres
- Format : Noir et blanc — 35 mm — 1,33:1 — Muet
- Genre :
- Durée : 9 minutes
- Date de sortie :  
  - France : 7 mars 1910

## Distribution
- Alice Tissot